# 万伯翱
万伯翱（1943年—），山东东平人，生于北京，中国共产党党员，中国作家协会成员，万里的长子。

## 著作
电影：《三个少女和她的影子》
电视剧：《少林将军许世友》、《侠女十三妹除暴》、《大西北人》
散文集：《三十春秋》、《四十春秋》、《元戎百姓共垂竿》、《五十春秋》、《六十春秋》
历史人物传记画册：《中华齐鲁儿女》

## 家庭
- 父亲 万里
- 弟弟 万仲翔
- 妹妹 万叔鹏
- 弟弟 万季飞
- 弟弟 万晓武
- 女儿 万真扬